# 日本シャーロック・ホームズ・クラブ
日本シャーロック・ホームズ・クラブ（にほんシャーロック・ホームズ・クラブ）は、1977年10月に小林司と東山あかねが日本のシャーロキアンに呼びかけて結成した、日本における親睦団体。

## 概要
会員相互の親睦と研究の向上を目的とし、研究発表と親睦会を兼ねた大会を東京と地方とで毎年行なっている。職業、性別、年齢の区別なく会員は全て平等であることを旨とし、シャーロキアンであれば誰でも入会することができる。
機構上は日本シャーロック・ホームズ・クラブは支部を持たないが、各地方の会員が親睦を深めるためにローカルグループを作成する場合、支部を名乗ることが通例となっている。